# نرسه (پسر یزدگرد یکم)
نرسی یا نرسه، شاهزاده‌ای ساسانی فرزند شاهنشاه یزدگرد یکم و برادر شاهنشاه بهرام گور بود. او در دوره شاهنشاهی بهرام گور بر خراسان فرمان می‌راند.

## زندگی
نرسه فرزند شاهنشاه یزدگرد یکم و همسر یهودی‌اش شوشان‌دخت بود. دو برادر دیگر او بهرام گور و شاپور نام داشتند. پس از مرگ یزدگرد، پسرش، شاپور، ارمنستان را ترک کرد تا بر سریر پادشاهی نشیند، ولی اشراف او را کشتند و به جای او، خسرو را بر تخت نشاندند که نسبت مستقیمی با یزدگرد نداشت. اما بهرام که شاهنشاهی را حق خود می‌دانست، با حمایت منذر بن نعمان، امیر حیره، به تیسفون رفت و تاج‌وتخت را به دست آورد. بهرام، اشراف‌زادگان را وادار به پیروی از خود کرد و نرسه را به فرمانداری خراسان گماشت.
در بند دهم کتاب فارسی میانه شهرستان‌های ایرانشهر از نرسه به عنوان بنیان‌گذار شهر خوارزم یاد شده‌است.